# Nienke Brinkman
Nienke Frederiek Brinkman, född 28 oktober 1993 i Jakarta i Indonesien, är en nederländsk maraton- och traillöpare.

## Karriär
I augusti 2022 vid EM i München tog Brinkman brons i maraton efter ett lopp på 2 timmar, 28 minuter och 52 sekunder.